# Гюго, Виктор
Викто́р Мари́ Гюго́ (фр. Victor Marie Hugo, французский: [viktɔʁ maʁi yɡo] (слушать)о файле; 26 февраля 1802 года, Безансон — 22 мая 1885 года, Париж) — французский писатель (поэт, прозаик и драматург), одна из главных фигур французского романтизма, политический и общественный деятель. Сенатор Франции от департамента Сена (1876—1885). Член Французской академии (с 1841; на кресле № 14).

## Жизнь и творчество

### Детство
Виктор Гюго был младшим из трёх братьев (старшие — Абель, (1798—1865) и Эжен, (1800—1837)). Отец писателя, Жозеф Леопольд Сигисбер Гюго (1773—1828), стал генералом наполеоновской армии, его мать Софи Требюше (1772—1821) — дочь нантского судовладельца, была роялисткой-вольтерьянкой.
Раннее детство Гюго протекает в Марселе, на Корсике, на Эльбе (1803—1805), в Италии (1807), в Мадриде (1811), где проходит служебная деятельность его отца, и откуда семья каждый раз возвращается в Париж. Путешествия оставили глубокое впечатление в душе будущего писателя и подготовили его романтическое миросозерцание.
В 1813 году мать Гюго, Софи Требюше, имевшая любовную связь с генералом Лагори, разошлась с мужем и обосновалась с сыном в Париже.

### Юность и начало литературной деятельности

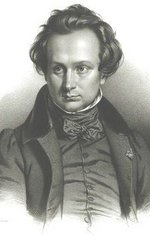
Виктор Гюго в молодости

С 1814 по 1818 год Гюго учился в Лицее Людовика Великого. В 14 лет он начал творческую деятельность: пишет свои неопубликованные трагедии — «Yrtatine», которую посвящает своей матери; и «Athelie ou les scandinaves», драму «Louis de Castro», переводит Вергилия. В 15 лет он получает почётный отзыв на конкурсе Академии за стихотворение «Les avantages des études», в 1819 — две премии на конкурсе «Jeux Floraux» за поэмы «Верденские девы» (Vierges de Verdun) и оду «На восстановление статуи Генриха IV» (Rétablissement de la statue de Henri IV), положившие начало его «Легенде веков». Затем печатает ультрароялистическую сатиру «Телеграф», впервые обратившую на него внимание читателей. В 1819—1821 издаёт Le Conservateur littéraire, литературное приложение к роялистическому католическому журналу Le Conservateur. Заполняя сам под различными псевдонимами своё издание, Гюго опубликовал там «Оду на смерть герцога Беррийского», надолго закрепившую за ним репутацию монархиста.
12 октября 1822 года Гюго венчается с Адель Фуше, с которой был знаком с детства.
Леопольд, первый ребёнок Адель и Виктора, родился в 1823 году, но умер в младенчестве. В 1824 году на свет появилась дочь Леопольдина. Смерть юной Леопольдины в 1843 году, вскоре после её замужества, сильно потрясла её родителей и послужила источником вдохновения для написания её отцом множества стихов, включая посвящённый её памяти поэтический сборник «Созерцания» (Les Contemplations).
В 1823 году был опубликован роман Виктора Гюго «Ган Исландец» (Han d’Islande), получивший сдержанный приём. Хорошо аргументированная критика Шарля Нодье привела к встрече и дальнейшей дружбе между ним и Виктором Гюго. Вскоре после этого прошло собрание в библиотеке Арсенала — колыбели романтизма, оказавшее большое влияние на развитие творчества Виктора Гюго.
Дружба Гюго и Нодье продлится с 1827 по 1830 год, когда последний станет всё более критично высказываться по поводу произведений писателя. Несколько ранее Гюго возобновляет отношения со своим отцом и пишет поэмы «Ода моему отцу» (Odes à mon père, 1823), «Два острова» (1825) и «После битвы» (Après la bataille). Его отец скончался в 1828 году.
В 1826 году Адель родила сына Шарля, в 1828 году — сына Франсуа-Виктора, а в 1830 — дочь Адель.
Пьеса Гюго «Кромвель» (Cromwell), написанная специально для великого актёра французской революции Франсуа-Жозефа Тальма и опубликованная в 1827 году, вызвала бурные споры. В предисловии к драме автор отвергает условности классицизма, особенно единство места и времени, и закладывает основы романтической драмы.
Семья Гюго часто устраивала в своём доме приёмы и устанавила дружеские отношения с Сент-Бёвом, Ламартином, Мериме, Мюссе, Делакруа.
С 1826 по 1837 год семья писателя часто проживает в Шато де Рош, в Бьевре, поместье Луи-Франсуа Бертена, редактора Journal des débats. Там Гюго встречается с Берлиозом, Листом, Шатобрианом, Джакомо Мейербером; составляет сборники поэм «Восточные мотивы» (Les Orientales, 1829) и «Осенние листья» (Les Feuilles d’automne, 1831). Тема «Восточных мотивов» — Греческая война за независимость, где Гюго выступает в поддержку родины Гомера.
В 1829 году выходит «Последний день приговорённого к смерти» (Dernier Jour d’un condamné), в 1834 — «Клод Ге» (Claude Gueux). В этих двух коротких романах Гюго выражает своё отрицательное отношение к смертной казни. Роман «Собор Парижской Богоматери» был опубликован в промежутке между этими двумя произведениями, в 1831 году.
Гюго становится признанным вождём французского романтизма и его теоретиком.

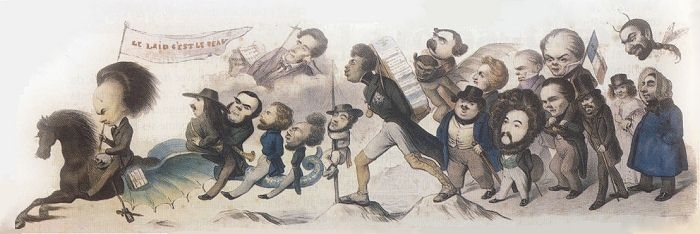
Карикатура Бенжамена Рубо «Большая дорога в будущее» (1842). Впереди колонны одетый драгуном Гюго, с лозунгом «Уродливое — это красиво». За ним следуют Т. Готье, Кассаньяк, Ф. Вей, Ламартин, некто П. Фуше, Э. Сю, А. Дюма, Ф. Сулье, Л. Гозлан, К. Делавинь, Ж. Мери, А. Карр, А. де Виньи.

### Годы, посвящённые театру
С 1830 по 1843 год Виктор Гюго работает почти только для театра. Тем не менее он публикует в это время несколько сборников поэтических произведений:
- «Осенние листья»[фр.] (Les Feuilles d’automne, 1831),
- «Песни сумерек» (Les Chants du crépuscule, 1835),
- «Внутренние голоса» (Les Voix intérieures, 1837),
- «Лучи и тени» (Les Rayons et les Ombres, 1840).

В «Песнях сумерек» Виктор Гюго с великим восхищением возвеличивает Июльскую революцию 1830 года.

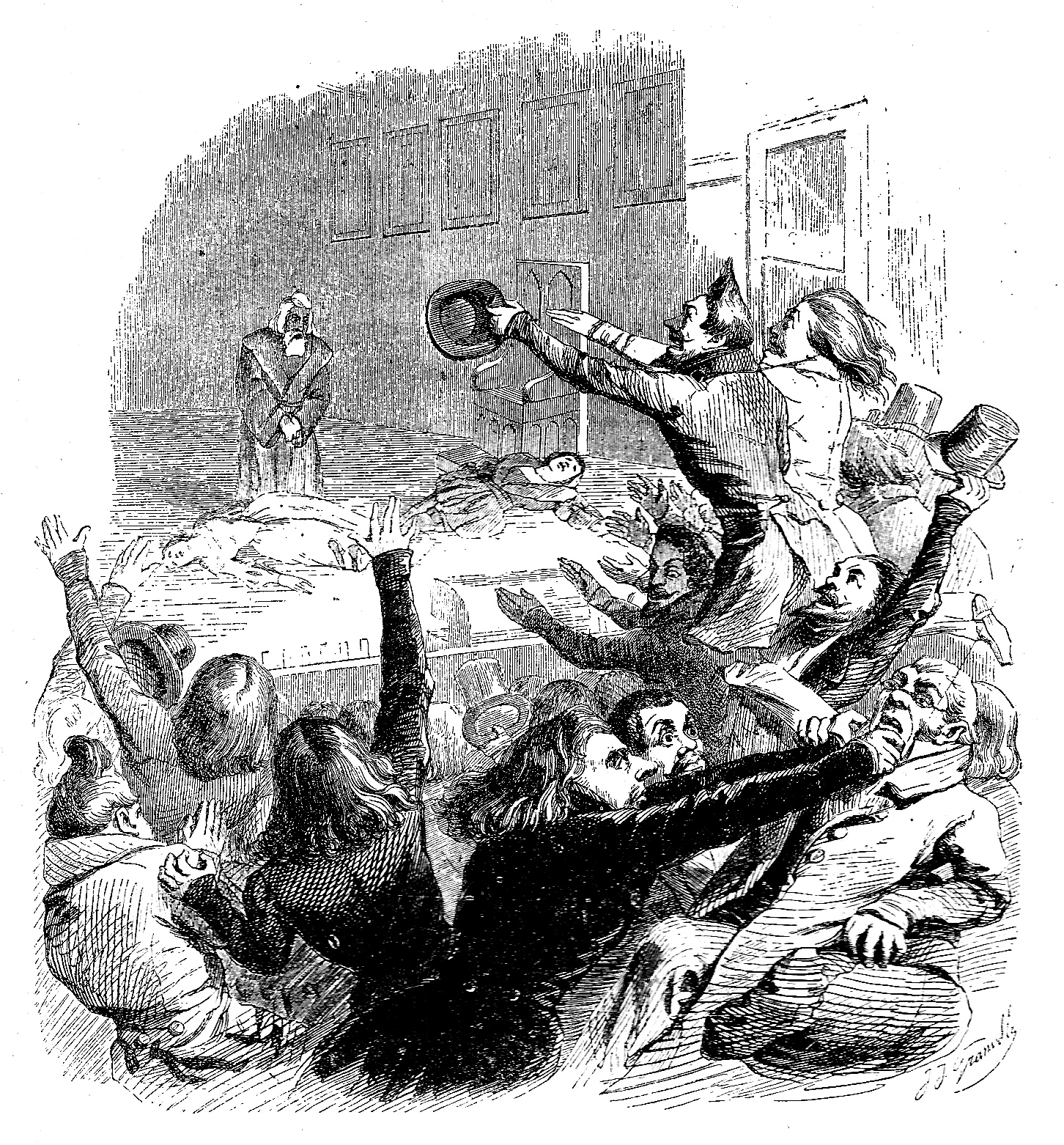
Скандал во время первой постановки «Эрнани» (1830). Литография Ж.-И. Гранвиля (1846)

Уже в 1828 году он поставил свою раннюю пьесу «Эми Робсарт». 1829 — год создания пьесы «Эрнани» (первая постановка в 1830 году), которая стала поводом для литературных баталий между представителями старого и нового искусства. Ярым защитником всего нового в драматургии выступил Теофиль Готье, c воодушевлением воспринявший это романтическое произведение. Эти споры остались в истории литературы под названием «битва за „Эрнани“». Пьеса «Марион Делорм», запрещённая в 1829 году, была поставлена в театре «Порт-Сен-Мартен»; а «Король забавляется» — в «Комеди Франсэз» в 1832 году (снята с репертуара и запрещена сразу же после премьеры, показ возобновлён только спустя 50 лет).
Запрет последней побудил Виктора Гюго написать следующее предисловие к первоначальному изданию 1832 года, которое начиналось так:
Появление этой драмы на сцене театра дало основание неслыханным действиям со стороны правительства. На следующий день после первого представления автор получил записку от мсье Жуслена де ла Саля, директора сцены в «Театр-Франсе». Вот её точное содержание: «Сейчас десять часов тридцать минут, и я получил распоряжение остановить представление пьесы „Король забавляется“. Мне передал это распоряжение мсье Тэлор от лица министра».
Это было 23 ноября. Тремя днями позже — 26 ноября — Виктор Гюго обратился с письмом к главному редактору газеты «Le National», в котором говорилось:
Мсье, меня предупредили, что часть благородной учащейся молодёжи и художников собирается сегодня вечером или завтра явиться в театр и требовать показа драмы „Король забавляется“, а также протестовать против неслыханного акта произвола, из-за которого пьеса была закрыта. Я надеюсь, мсье, что есть другие средства наказать эти незаконные действия, и я их употреблю. Позвольте мне воспользоваться вашей газетой для поддержки друзей свободы, искусства и мысли и не допустить жестоких выступлений, которые могут привести к бунту, столь желаемому правительством в течение долгого времени. С глубоким уважением, Виктор Гюго. 26 ноября 1832 года.
В основе сюжетного конфликта во всех драмах Гюго лежит жестокий поединок между титулованным деспотом и бесправным плебеем. Таково столкновение безвестного юноши Дидье и его подруги Марион со всесильным министром Ришельё в драме «Марион Делорм» или изгнанника Эрнани с испанским королём доном Карлосом в «Эрнани». Иногда подобное столкновение доведено до гротескной заострённости, как в драме «Король забавляется», где конфликт разыгрывается между баловнем судьбы, облечённым властью, — красавцем и бессердечным эгоистом королём Франциском, и обиженным богом и людьми горбатым уродом — шутом Трибуле.
Около 1832 года у Адель завязался роман с другом Гюго — литературным критиком Шарлем Огюстеном де Сент-Бёвом, который продолжался примерно до 1837 года.
Сам Гюго в 1833 году познакомился с актрисой Жюльеттой Друэ, с которой у него на долгое время установились любовные отношения. Адель же постепенно свела свои отношения с Сент-Бёвом на нет. Хотя в какой-то момент Гюго всерьёз думал о разводе с Адель, их брак всё-таки был сохранён. Много позднее, когда они жили на острове Гернси, между женой и любовницей Гюго даже возникла своего рода дружба.
В 1841 году Гюго был избран во Французскую академию.

### Политическая деятельность

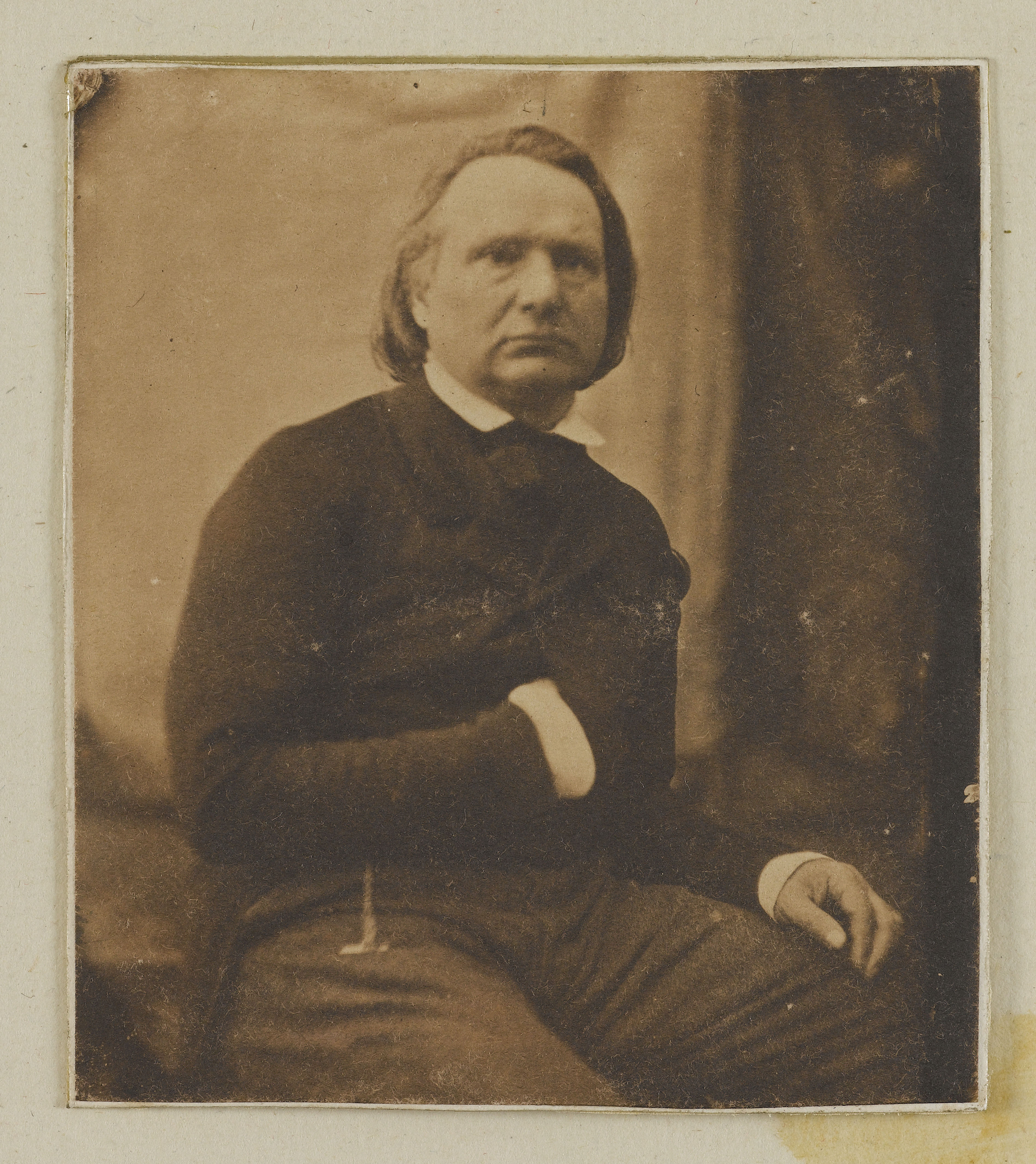
Виктор Гюго в середине 1850-х гг.

Гюго выступил решительным противником смертной казни. Ему удалось добиться у короля помилования Барбеса накануне дня, назначенного для казни.
В 1845 году Гюго получил звание пэра. В 1846-48 годах он защищал в палате пэров интересы Польши, требовал для Бонапартов права возвращения на родину, отстаивал авторские права.
После Февральской революции в 1848 году, Гюго, избранный в члены учредительного собрания, основал республиканскую газету «Событие», где высказывался против национальных мастерских и других, по его мнению, революционных крайностей, но в то же время защищал свободу печати, отмену смертной казни и исключительных законов, выступал за всеобщую подачу голосов и против пересмотра конституции.

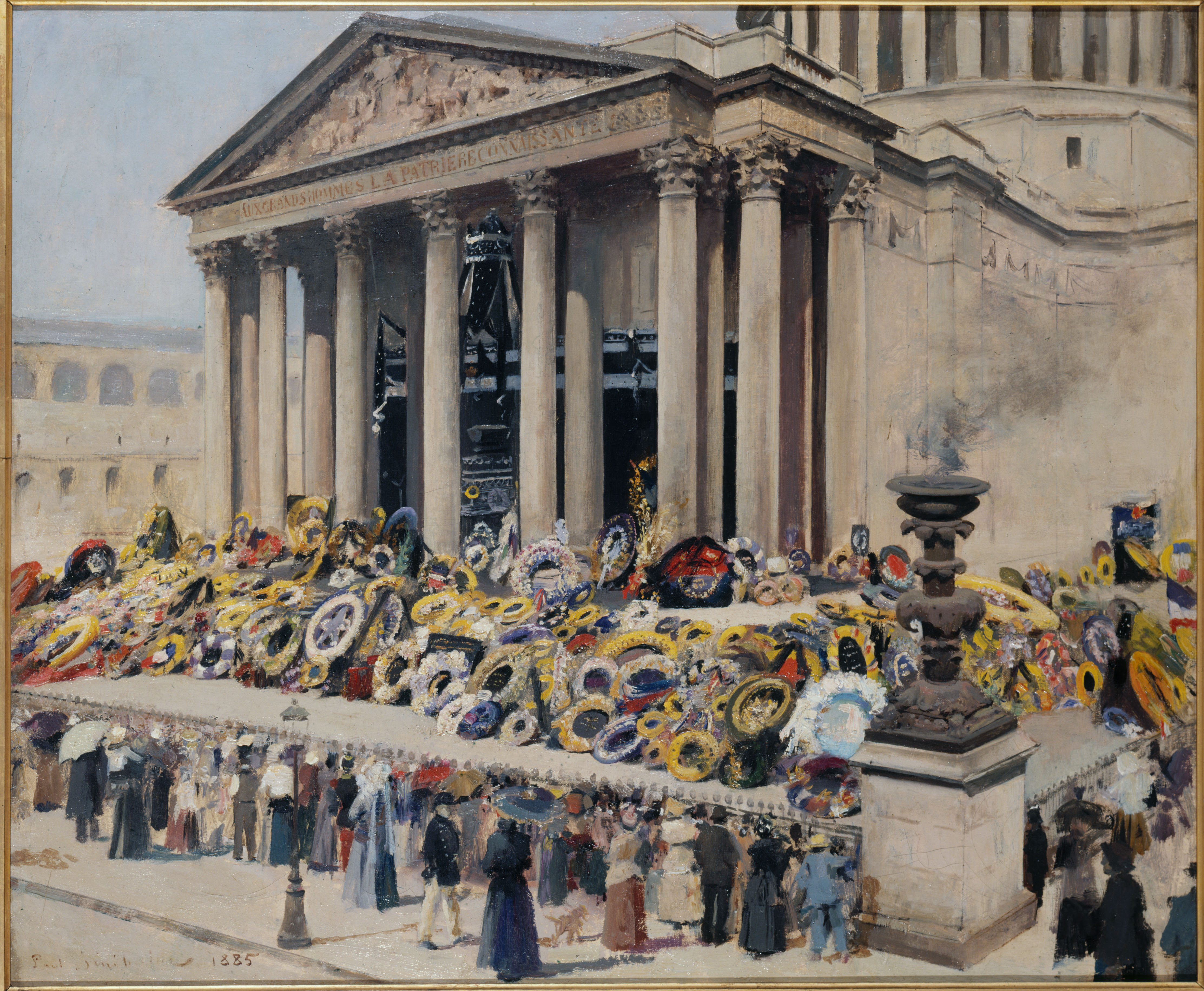
Жан Поль Синибальди. Похороны Виктора Гюго в парижском Пантеоне

В противодействии государственному перевороту 2 декабря 1851 года Гюго принимал большое участие: под его диктовку Боден написал объявление Луи Наполеона вне закона; он сражался на баррикадах и с трудом спасся бегством в Бельгию, откуда его вскоре изгнали. Тогда он поселился на Нормандских островах (сначала на Джерси, потом на Гернси). В изгнании Гюго писал памфлеты в стихах и прозе против Наполеона III. Он содействовал Гарибальди сбором денег, защищал осуждённых на смерть, вступался за политических изгнанников всех стран, переписывался с Герценом.
В 1870 году он вернулся во Францию, был избран в национальное собрание. Но скоро вышел из него, негодуя на заключение мира с Пруссией и на неблагодарность, выказанную собранием по отношению к Гарибальди. Пока Париж находился во власти коммуны, Гюго жил в Брюсселе. В 1876 году он был избран сенатором.

### Смерть и похороны
Виктор Гюго скончался в Париже 22 мая 1885 года, на 84-м году жизни, от пневмонии. Церемония похорон знаменитого писателя продолжалась десять дней; в ней участвовало около миллиона человек.
1 июня гроб с телом Гюго был выставлен в течение двух суток под Триумфальной аркой, которую закрыли чёрным крепом.
После пышных национальных похорон прах писателя был помещён в Пантеон.

## Семья

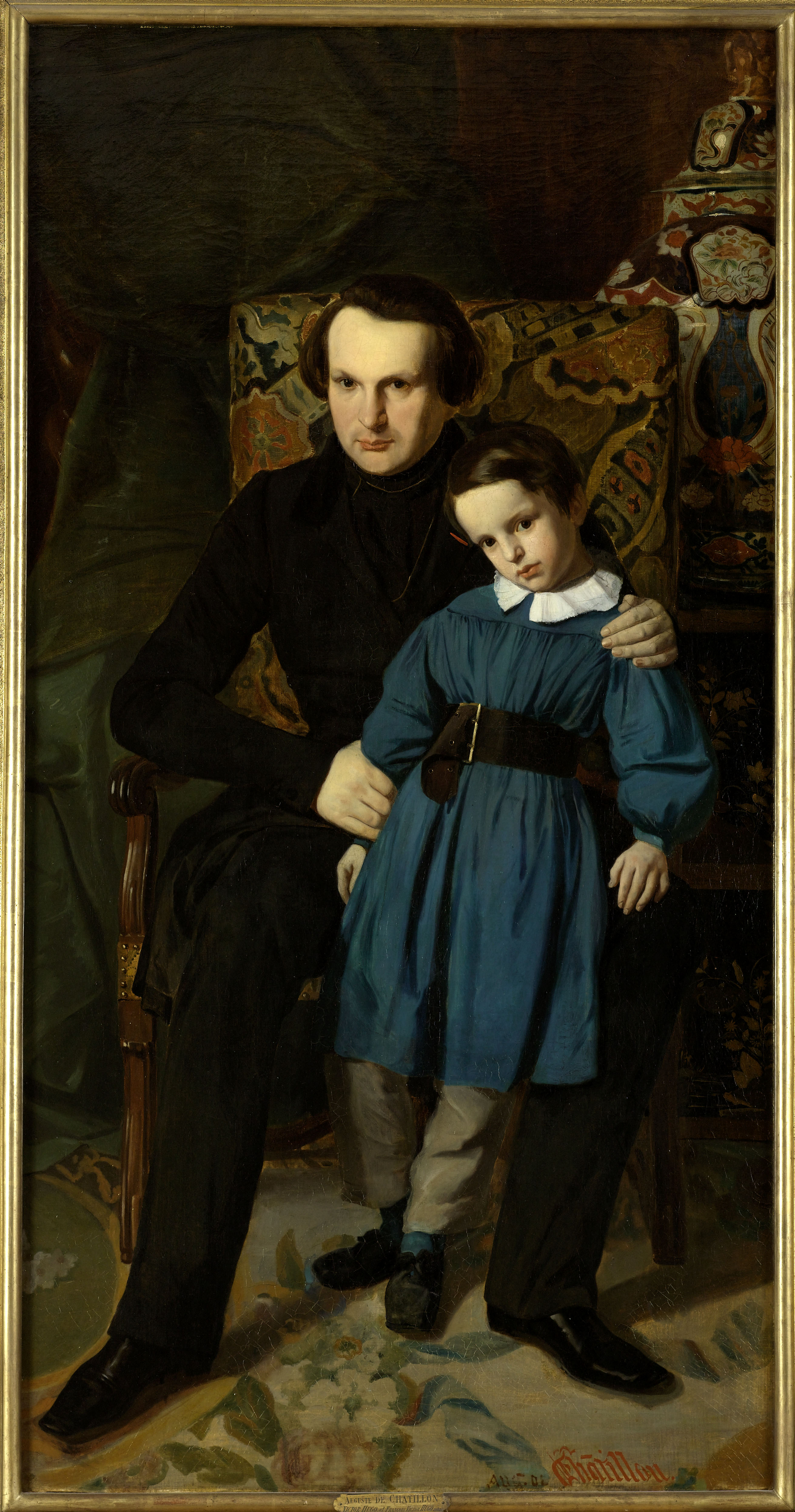
Виктор Гюго со своим сыном Франсуа-Виктором (1836)

В октябре 1822 года Гюго женился на Адель Фуше (1803—1868), в этом браке родилось пятеро детей:
- Леопольд (1823—1823);
- Леопольдина (1824—1843);
- Шарль[фр.] (1826—1871);
- Франсуа-Виктор[фр.] (1828—1873);
- Адель (1830—1915).

## Произведения
Как и на многих молодых писателей его эпохи, на Гюго большое влияние оказал Франсуа Шатобриан, известная фигура в литературном течении романтизма и выдающаяся — во Франции начала XIX века. В молодости Гюго решил быть «Шатобрианом или никем», а также что его жизнь должна соответствовать жизни его предшественника. Как и Шатобриан, Гюго будет содействовать развитию романтизма, будет занимать весомое место в политике как лидер республиканизма, и будет сослан в ссылку из-за своих политических взглядов.
Рано зародившаяся страсть и красноречие первых работ принесли Гюго успех и славу ещё в ранние годы жизни. Его первый поэтический сборник «Оды и разные стихи» (Odes et poésies diverses) был опубликован в 1822 году, когда Гюго было только 20 лет. Король Людовик XVIII пожаловал писателю ежегодное денежное содержание. Стихами Гюго восхищались из-за их спонтанного пыла и беглости. За этим собранием сочинений последовало собрание «Оды и баллады» (Odes et Ballades), написанное в 1826 году, через четыре года после первого триумфа. Оно представило Гюго как великолепного поэта, настоящего мастера лирики и песни.
Первая зрелая работа Виктора Гюго в жанре художественной литературы, «Последний день приговорённого к смерти» (Le Dernier jour d’un condamné), была написана в 1829 году и отразила острое социальное сознание писателя. Повесть оказала большое влияние на таких писателей, как Альбер Камю, Чарльз Диккенс и Фёдор Достоевский. «Клод Гё», короткая документальная история о реально существовавшем убийце, казнённом во Франции, увидел свет в 1834 году и впоследствии был расценён самим Гюго как предвестник его великолепной работы о социальной несправедливости — романа-эпопеи «Отверженные» (Les Miserables). Но первым полноценным романом Гюго станет невероятно успешный Notre-Dame de Paris («Собор Парижской Богоматери»), опубликованный в 1831 году и быстро переведённый на многие языки по всей Европе. Одним из эффектов появления романа было последующее привлечение внимания к запустелому собору Парижской Богоматери, который стал привлекать тысячи туристов, прочитавших популярный роман. Книга также содействовала возрождению уважения к старым зданиям, которые сразу после этого стали активно беречь.

### «Собор Парижской Богоматери»
«Собо́р Пари́жской Богома́тери» (фр. Notre-Dame de Paris) — первый исторический роман на французском языке. Опубликован в марте 1831 года.
Роман был написан Гюго с целью вывести в качестве главного героя готический собор Парижа, который в то время собирались снести, либо модернизировать. Вслед за выходом романа во Франции, а затем во всей Европе развернулось движение за сохранение и реставрацию готических памятников (см. неоготика, Виолле-ле-Дюк).
Роман Гюго многократно экранизировался (впервые — в 1905 году). Также на основе «Собора Парижской Богоматери» были написаны музыкальные произведения, наиболее известное из которых — мюзикл «Нотр-Дам де Пари», поставленный в 1998 году во Франции.

### «Отверженные»
«Отве́рженные» (фр. Les Misérables) — роман-эпопея. Широко признан мировой литературной критикой и мировой общественностью апофеозом творчества писателя и одним из величайших романов XIX столетия. Впервые опубликован в 1862 году.
Роман переведён на многие мировые языки и входит в большое количество школьных курсов по литературе. Он многократно ставился на сценах театров и не раз экранизировался во Франции и за её пределами под своим оригинальным названием.

### «Человек, который смеётся»
«Человек, который смеётся» (фр. L'Homme qui rit) — один из самых известных романов Виктора Гюго, написанный в 60-х годах XIX века. Точкой отсчёта в сюжете романа является 29 января 1690 года, когда в Портленде при таинственных обстоятельствах оказывается брошен ребёнок.
К работе над романом Гюго приступил в июле 1866 года в Брюсселе. В письме к парижскому издателю Альберу Лакруа Виктор Гюго предлагает название произведения «По приказу короля», но позже, по совету друзей, останавливается на окончательном заглавии «Человек, который смеётся».
Роман был закончен 23 августа 1868 года, а 19 апреля — 8 мая 1869 года вышел в свет у Лакруа. Действие происходит с 1688 по 1705 год. Перед написанием Гюго в течение нескольких месяцев собирал материалы по истории Англии с конца XVII до начала XVIII века.
В 2023 году канадский композитор Айрат Ишмуратов написал оперу «Человек, который смеется» на либретто поэта Бертранда Лавердю по одноимённому роману Виктора Гюго. Премьера состоялась 31 мая 2023 года в Монреале, Канада

## Оценки творчества
В 1836 году Александр Пушкин назвал Гюго «писателем новейшей романтической школы» и раскритиковал пьесу Гюго «Кромвель», отметив, что это «скучная и чудовищная» драма со «спотыкливым ходом», в которой «нет никакого действия, и того менее занимательности». Пушкин назвал Гюго «второстепенным поэтом», «неровным, грубым… любимцем французской публики», автором «уродливых драм» и «нелепых вымыслов… оскорбивших великую тень [Мильтона]».

### Романы и повести
- Ган Исландец (Han d’Islande, 1823).
- Бюг-Жаргаль (Bug-Jargal, 1826)
- Последний день приговорённого к смерти (Le Dernier jour d’un condamné, 1829).
- Собор Парижской Богоматери (Notre-Dame de Paris, 1831).
- Клод Гё (Claude Gueux, 1834).
- Отверженные (Les Misérables, 1862).
- Труженики моря (Les Travailleurs de la Mer, 1866).
- Человек, который смеётся (L’Homme qui rit, 1869).
- Девяносто третий год (Quatrevingt-treize, 1874).

### Драматургия
- Инес де Кастро (Inez de Castro, 1819/1820)
- Кромвель (Cromwell, 1827).
- Эми Робсарт (Amy Robsart, 1828, опубликована 1889).
- Марион Делорм (Marion de Lorme, 1829).
- Эрнани (Hernani, 1829).
- Король забавляется (Le roi s’amuse, 1832).
- Лукреция Борджиа (Lucrèce Borgia, 1833).
- Мария Тюдор (Marie Tudor, 1833).
- Анджело, тиран Падуанский (Angelo, tyran de Padoue, 1835).
- Рюи Блаз (Ruy Blas, 1838).
- Бургграфы (Les Burgraves, 1843).
- Торквемада (Torquemada, 1882).
- Свободный театр. Малые пьесы и фрагменты (Théâtre en liberté, 1886).

### Публицистика и эссе
- Этюд о Мирабо (Étude sur Mirabeau, 1834).
- Литературные и философские опыты (Littérature et philosophie mêlées, 1834)
- Рейн. Письма к другу (Le Rhin, 1842).
- Наполеон Малый (Napoléon le Petit, 1852).
- Письма Луи Бонапарту (Lettres à Louis Bonaparte, 1855).
- Вильям Шекспир (William Shakespeare, 1864).
- Париж (Paris-Guide, 1867).
- Голос с Гернси (La voix de Guernsey, 1867).
- До изгнания (Avant l’exil, 1875).
- Во время изгнания (Pendant l’exil, 1875).
- После изгнания (Depuis l’exil, 1876, 1889).
- История одного преступления (Histoire d’un crime, 1877—1878).
- Фанатики и религия (Religions et religion, 1880).
- Мои сыновья (Mes Fils, 1874).
- Архипелаг Ла Манш (L’Archipel de la Manche, 1883).
- Что я видел (Choses vues, 1887, 1900).
- Альпы и Пиренеи (Alpes et Pyrénées, 1890).
- Франция и Бельгия (France et Belgique, 1892).
- Послесловие к моей жизни (Post-scriptum de ma vie, 1901).

### Поэзия
- Оды и поэтические опыты (Odes et poésies diverses, 1822).
- Оды (Odes, 1823).
- Новые оды (Nouvelles Odes, 1824).
- Оды и баллады (Odes et Ballades, 1826).
- Восточные мотивы (Les Orientales, 1829).
- Осенние листья[фр.] (Les Feuilles d’automne, 1831).
- Песни сумерек (Les Chants du crépuscule, 1835).
- Внутренние голоса (Les Voix intérieures, 1837).
- Лучи и тени (Les Rayons et les ombres, 1840).
- Возмездие (Les Châtiments, 1853).
- Созерцания (Les Contemplations, 1856).
- Песни улиц и лесов (Les Chansons des rues et des bois, 1865).
- Грозный год (L’Année terrible, 1872).
- Искусство быть дедом (L’Art d'être grand-père, 1877).
- Папа (Le Pape, 1878).
- Революция (L'Âne, 1880).
- Четыре ветра духа (Les Quatres vents de l’esprit, 1881).
- Легенда веков (La Légende des siècles, 1859, 1877, 1883).
- Конец Сатаны (La fin de Satan, 1886).
- Бог (Dieu, 1891).
- Все струны лиры (Toute la lyre, 1888, 1893).
- Мрачные годы (Les années funestes, 1898).
- Последний сноп (Dernière Gerbe, 1902, 1941).
- Океан (Océan. Tas de pierres, 1942).

### Собрания сочинений
- Œuvres complètes de Victor Hugo, Édition définitive d’après les manuscrits originaux — édition ne varietur, 48 vv., 1880—1889
- Маленький Наполеон. — М., издательство «С. Дороватовского и А. Чарушникова», 1902, 4200 экз.
- Избранное: в 2 т. — Государственное издательство художественной литературы, 1952
- Собрание сочинений: В 15 т. — М.: Гослитиздат, 1953—1956
- Собрание сочинений: В 10 т. — М.: Правда, 1972 (серия «Библиотека „Огонёк“. Зарубежная классика»)
- Собрание сочинений: В 6 т. — М.: Правда, 1988
- Собрание сочинений: В 6 т. — Тула: Сантакс, 1993
- Собрание сочинений: В 4 т. — М.: Литература, 2001
- Собрание сочинений: В 14 т. — М.: Терра, 2001—2003

## Память

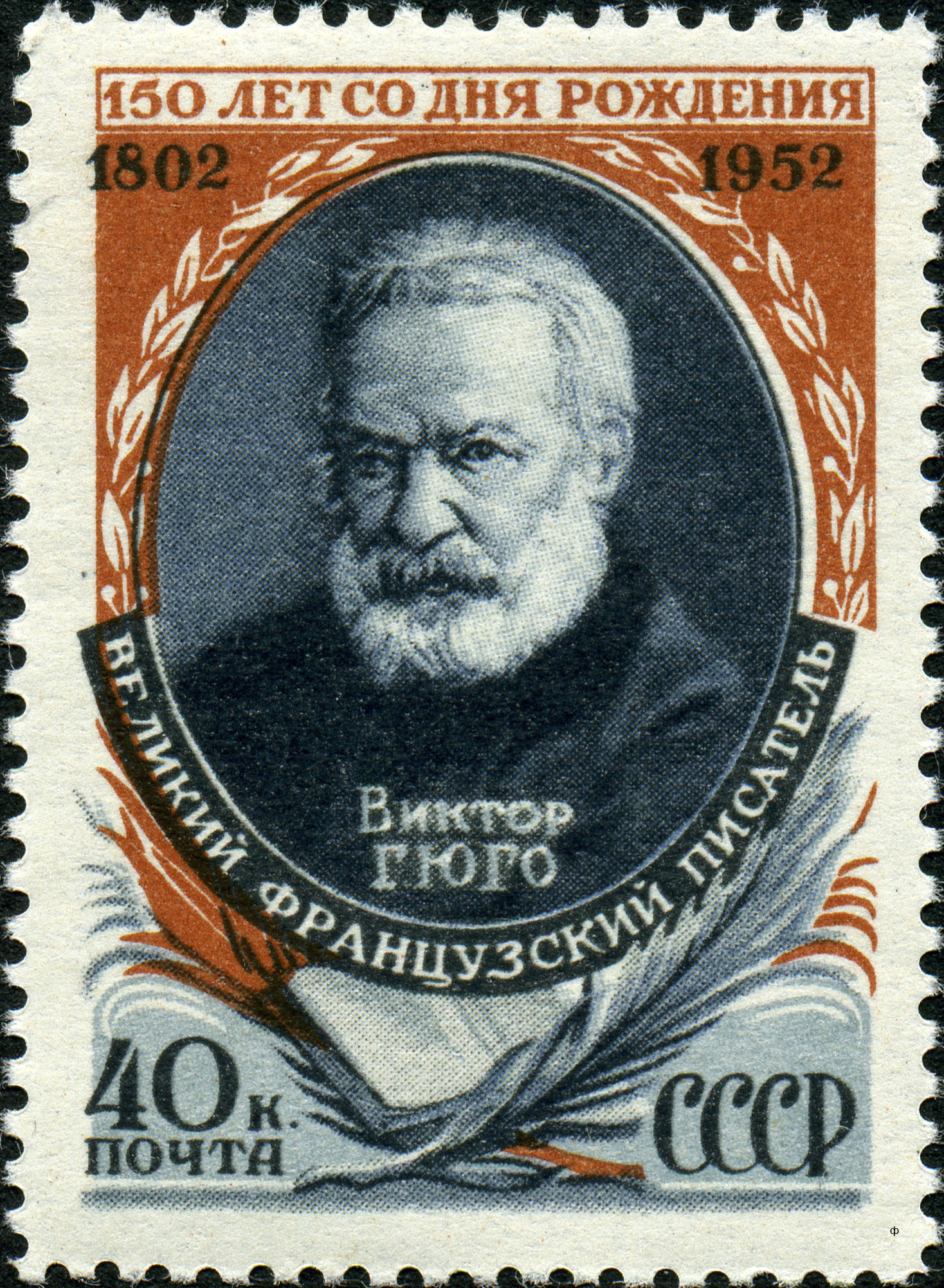
Почтовая марка СССР, 1952 год

Надгробие Виктора Гюго в парижском Пантеоне

- Почта Франции выпускала почтовые марки, посвящённые Виктору Гюго в 1933, 1935, 1936, 1938 и 1985 годах.[источник не указан 2304 дня]
- Дом-музей Виктора Гюго в Париже.
- Памятник в Сорбонне работы Лорана Маркеста.
- Дом-музей Виктора Гюго в Люксембурге.
- Бюст Гюго, созданный Огюстом Роденом.
- Памятник Гюго в саду «Эрмитаж». Автор — Лоран Маркест, бронзовый бюст был создан в 1920 году. Дар мэрии Парижа Москве, установлен 15 мая 2000 года.
- Улица Виктора Гюго в Калининграде.
- Улица Виктора Гюго в Твери, утверждена решением Тверской городской думы 20 сентября 2011 года[17].
- Улица Гюго в Челябинске.
- В честь Виктора Гюго назван кратер на Меркурии.
- Гюго причислен к лику святых во вьетнамской религии Каодай[18].
- Станция парижского метро Victor Hugo на 2-й линии.
- Улица и станция метро в Лионе.

## Произведения Гюго в других видах искусства
Виктор Гюго начал рисовать в возрасте 8 лет. Сейчас у частных коллекционеров и в музеях находится около 4000 работ писателя (они по сей день имеют успех и продаются на аукционах). Большинство работ были написаны чернилами и карандашами в период с 1848 года по 1851 год. Он делал наброски пером и чёрной тушью на обычной бумаге. Делакруа заявлял Гюго: «Если бы ты стал художником, то затмил бы всех живописцев современности» (Делакруа делал эскизы костюмов для первой пьесы Гюго «Эми Робсарт»).
Гюго был знаком со многими художниками и иллюстраторами, братья Девериа, Эжен Делакруа, так его близким другом был Луи Буланже. Восхищение писателем и поэтом вылилось в глубокую взаимную дружбу, ежедневно бывая в доме Гюго, Буланже оставил массу портретов людей, группировавшихся вокруг писателя. Его привлекали сюжеты фантастические, навеянные все теми же поэмами Гюго: «Призрак», «Ленора», «Дьявольская охота». Литография «Ночной шабаш», где в жутком и стремительном хороводе несутся черти, обнажённые ведьмы, змеи и прочая «нечистая сила», фигурирующая в балладе Гюго. На целую серию литографий вдохновил Буланже роман «Собор Парижской богоматери».

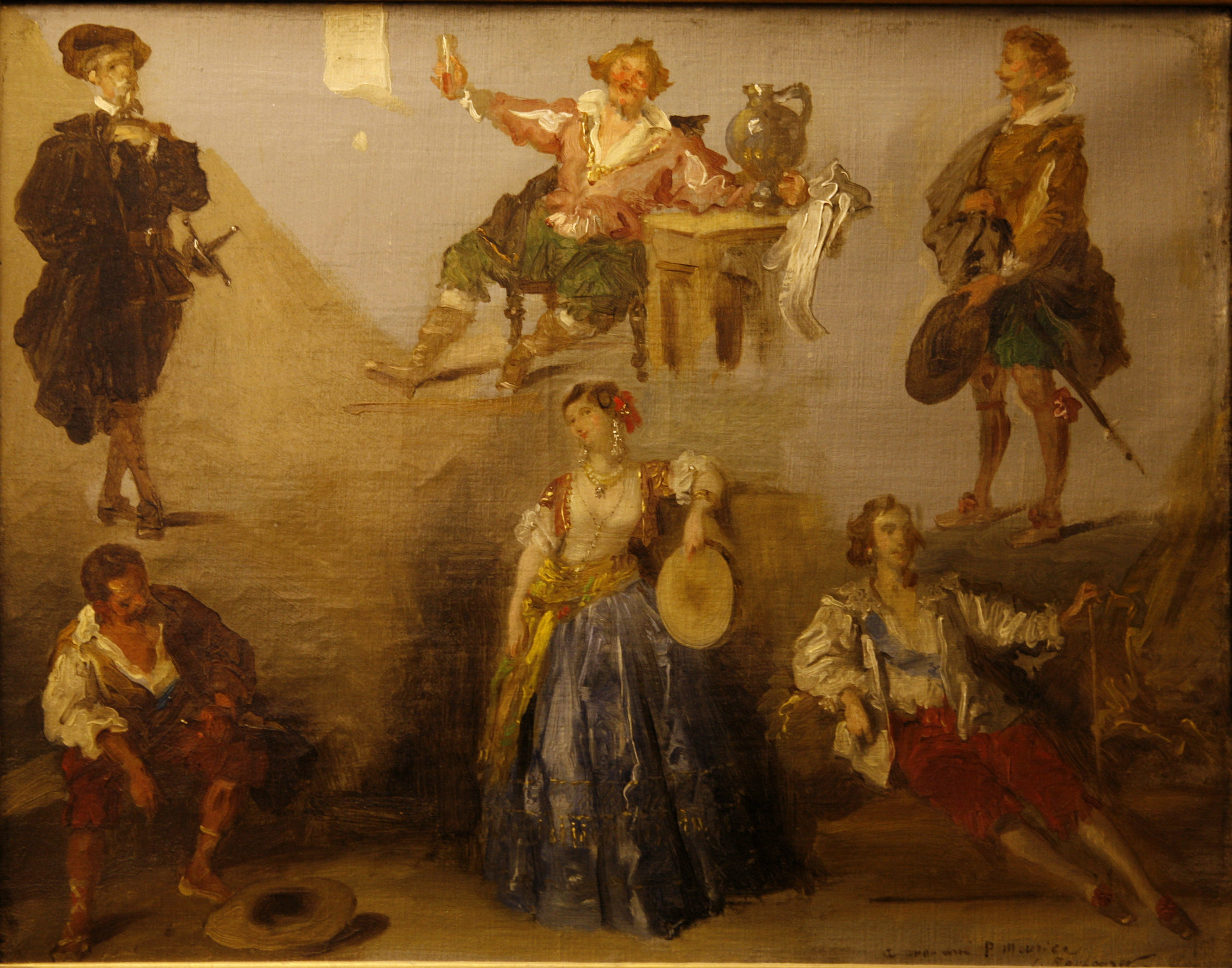
Шесть персонажей Виктора Гюго. Холст, масло. Музей изящных искусств, Дижон

В марте 1866 года вышел в свет роман «Труженики моря» с иллюстрациями Гюстава Доре. «Молодой, даровитый мэтр! Благодарю вас, — пишет ему Гюго 18 декабря 1866 года. — Сегодня, несмотря на бурю, до меня дошла ничуть не уступающая ей в силе иллюстрация к „Труженикам моря“. Вы изобразили на этом рисунке и кораблекрушение, и корабль, и риф, и гидру, и человека. Ваш спрут страшен. Ваш Жильят велик».
Заказ на памятник Гюго Роден получил в 1886 году. Памятник планировалось установить в Пантеоне, где писатель был похоронен за год до того. Кандидатура Родена была выбрана в том числе и потому, что ранее он создал бюст писателя, принятый положительно. Однако работа Родена, когда она была окончена, не соответствовала ожиданиям заказчиков. Скульптор изобразил Гюго могучим обнажённым титаном, опирающимся на скалу и окружённым тремя музами. Обнажённая фигура казалась неуместной в усыпальнице, и в итоге проект был отклонён. В 1890 году Роден переработал первоначальный замысел, удалив фигуры муз. Памятник Гюго в 1909 году был установлен в саду у Пале-Рояль.
Самым известным иллюстратором книг Гюго является художник Эмиль Байар («Отверженные»). Эмблемой мюзикла «Отверженные» является картина, на которой покинутая Козетта метёт полы в кабаке у Тенардье. В мюзикле эта сцена соответствует песне «Castle on a Cloud» (Замок на облаке). Обычно используется обрезанная версия картины, где видны только голова и плечи девочки, часто в эмблему вплетается фоном развевающийся французский флаг. Это изображение основано на гравюре Густава Бриона, который, в свою очередь, взял за основу рисунок Эмиля Байара.
В СССР оформлял его книги П. Н. Пинкисевич, последней книгой, которую иллюстрировал известный мастер гравюры А. И. Кравченко, был «Собор Парижской богоматери» (1940). Также известностью пользуются иллюстрации современного французского художника Бенжамена Лакомба (Benjamin Lacombe) (род. в 1982). (Victor Hugo, Notre-Dame de Paris, Partie 1 - 2011, Partie 2 - 2012. Éditions Soleil).

## Музыкальный театр
- 1830 — «Эрнани» (опера), композитор В. Беллини
- 1836 — «Эсмеральда» (опера), композитор Л. Бертен
- 1839 — «Эсмеральда» (балет), композитор Ц. Пуни
- 1839 — «Эсмеральда» (опера), композитор А. Даргомыжский
- 1844 — «Эрнани» (опера), композитор Дж. Верди
- 1851 — «Риголетто» (опера), композитор Дж. Верди
- 1862 — «Марион Делорм» (опера), композитор Дж. Боттезини
- 1869 — «Рюи Блаз» (опера), композитор Ф. Маркетти
- 1876 — «Анджело» (опера), композитор Ц. Кюи
- 1885 — «Марион Делорм» (опера), композитор А. Понкьелли
- 1880-е — «Марион Делорм» (опера), композитор П. Макаров
- 1880 — «Джоконда» (опера), композитор А. Понкьелли
- 1902 — «Дочь Гудулы» (балет), композитор А. Симон
- 1914 — «Нотр-Дам» (опера), композитор Ф. Шмидт
- 1973 — «Девяносто третий год» (опера), композитор Г. Белов[24]
- 1980 — «Отверженные» (мюзикл), композитор К.-М. Шёнберг
- 1997 — «Собор Парижской богоматери» (опера), композитор З. Лиепиньш
- 1998 — «Нотр-Дам де Пари» (мюзикл), композитор P. Коччанте